# Протипоказання
У медицині протипоказання — це стан (ситуація або фактор), який слугує причиною не застосовувати певне медичне лікування через шкоду, яку воно може завдати пацієнту. Протипоказання — це протилежність показанню, яке є підставою для використання певного лікування.
Абсолютні протипоказання — це протипоказання, для яких немає обґрунтованих обставин для вжиття певних заходів (тобто ігнорування заборони). Наприклад:
- Дітям та підліткам з вірусними інфекціями не слід давати аспірин через ризик розвитку синдрому Рея.[3]
- Людина з анафілактичною харчовою алергією ніколи не повинна вживати їжу, на яку у неї алергія.
- Людині з гемохроматозом не слід вводити препарати заліза.
- Деякі ліки настільки тератогенні, що вони абсолютно протипоказані під час вагітності; приклади включають талідомід та ізотретиноїн.

Відносні протипоказання — це протипоказання за обставин, за яких пацієнт має підвищений ризик ускладнень від лікування, але ці ризики можуть бути переважені іншими міркуваннями або пом'якшені іншими заходами. Наприклад, вагітним жінкам зазвичай слід уникати рентгенівських досліджень, але ризик від рентгенографії може бути переважений користю від діагностики (а потім і лікування) серйозного захворювання, такого як туберкульоз.
Для усунення неоднозначності для заміни поняття «відносне протипоказання» використовують термін застереження або (аналогічно) запобіжні заходи. Який термін використовується, залежить від номенклатури, що визначається стилем кожної організації. Наприклад, Британський національний формуляр використовує термін «застереження» (cautions), а різні вебсторінки Центрів контролю та профілактики захворювань США використовують «запобіжні заходи» (precautions). Логіка полягає в тому, що читачів ніколи не слід плутати: слово «протипоказання» тут завжди вживається у значенні абсолютне протипоказання.
Термін «протипоказання» є єдино прийнятним варіантом у професійній комунікації, тоді як «протипоказ» — лінгвістичною помилкою, яку необхідно вилучати з ужитку.